# Dżyradzor
Dżyradzor – wieś w Armenii, w prowincji Szirak. W 2011 roku liczyła 237 mieszkańców.